# Novembre 1906

## Événements
- Conrad von Hötzendorf devient chef de l’état-major général autrichien (fin en 1912). Il entreprend de moderniser l’armée.
- Russie : achèvement de l’oléoduc Bakou-Batoum.

- 3 novembre[1]: convention internationale radiotélégraphique de Berlin.
- 3 novembre: Alois Alzheimer rapporte pour la 1e fois le cas d’Auguste Deter au 37e congrès des médecins aliénistes du sud-ouest de l'Allemagne à Tübingen.

- 6 novembre[2]: société internationale forestière et minière du Congo (Forminière).

- 11 novembre : première traversée des Alpes en Ballon. Les Italiens Usuelli et Crespi signent cette première [3].

- 12 novembre : Alberto Santos-Dumont effectue un vol sur un Santos-Dumont 14-bis à Bagatelle à Paris sur 220 m en 21 secondes pour une vitesse de 41,292 km/h. C'est le tout premier vol officiellement reconnu par la Fédération aéronautique internationale (cf. 1904.

- 22 novembre : adoption du SOS comme signal de détresse international par la Convention internationale radiotélégraphique de Berlin.

- 29 novembre : l'Autrichien Igor Etich réalise le premier vol d'un avion en Autriche sur un « Taube ».

## Naissances
- 2 novembre : 
  - Luchino Visconti, réalisateur italien († 1976).
  - Georges Massard, centenaire français († 24 novembre 2016).
- 11 novembre : Lalla Romano, écrivain, journaliste et peintre italienne († 26 juin 2001).
- 16 novembre : Octavio Antonio Beras Rojas, cardinal, archevêque de Saint-Domingue († 30 novembre 1990).
- 17 novembre : Mario Soldati, écrivain et réalisateur italien († 1999).
- 17 novembre : Soichiro Honda, fondateur de Honda motor († 1991).
- 27 novembre :
  - Raymond Gernez, homme politique français, maire de Cambrai de 1945 à 1977 († 13 décembre 1991).
  - Constantin Papachristopoulos : peintre et sculpteur grec († 3 mars 2004).
- 30 novembre : John Dickson Carr, écrivain américain, auteur de roman policier († 27 février 1977).

## Décès
- 1er novembre : Joseph François Joindy, sculpteur et médailleur français (° 13 octobre 1832).